# SS Thistlegorm
«Тистлегорм» (англ. SS Thistlegorm) — британский вооружённый сухогруз, построенный в 1940 году компанией «Джозеф Томпсон и Сын» в Сандерленде, Англия. 6 октября 1941 года потоплен немецкой авиацией в Красном море и в настоящее время является известным местом для дайвинга. «Тистлегорм» в переводе с гэльского означает «Голубой чертополох».

## Строительство
«Тистлегорм» был построен на верфи «Томпсон и сыновья» в Сандерленде для компании «Албин Лайн ЛТД» в апреле 1940 года. Был оснащён паровым двигателем множественного расширения мощностью 365 л. с. (272 кВт). Судно находилось в частной собственности, однако его постройка частично финансировалась британским правительством и «Тистлегорм» был классифицирован как вооружённое грузовое судно. После постройки на «Тистлегорм» установили 20-мм зенитное орудие и крупнокалиберный пулемёт.
«Тистлегорм» базировался в Сандерленде. На момент начала Второй мировой войны было построено 4 однотипных ему судна.
После спуска на воду судно совершило три успешных рейса. Первый рейс — в США, где на борт были приняты стальные рельсы и части самолётов, второй — в Аргентину за зерном, и третий — в Вест-Индию за ромом. Перед четвёртым рейсом «Тистлегорм» прошёл ремонт в Глазго.

## Последний рейс
«Тистлегорм» принял участие в секретной операции «Крестовый поход». План операции предусматривал проводку вокруг Африки конвоя из 16 судов, которые должны были доставить войскам в Северную Африку военное снаряжение. Путь вокруг континента был гораздо длиннее, чем опасное путешествие по Средиземному морю, однако позволял британским транспортам без особого риска достичь Александрии. Поставленной перед сухогрузом задачей была доставка боеприпасов, снаряжения и техники для Восьмой Британской армии, насчитывающей 200 000 человек, которая располагалась в Египте и Восточной Ливии. В мае 1941 года «Тистлегорм» с экипажем 39 человек вышел из шотландского порта Глазго. На судно погрузили боеприпасы, бомбы различного назначения, противотанковые мины, винтовки Ли-Энфилд MK III, сотни мотоциклов BSA W-M20, Matchless G3L и Norton 16H, автомобили Bedford, Morris и Ford, прицепы, переносные электрогенераторы, запасные части для самолётов и автомобилей, медикаменты и резиновую обувь. Помимо этого на палубу погрузили четыре лёгких бронетранспортёра MK II и два паровоза LMS Stanier Class 8F в комплекте с угольными и водяными тендерами.
Когда «Тистлегорм» завершал свой путь в водах Красного моря, поступил приказ бросить якорь в проливе Губаль, рядом с рифом Шааб-Али и ожидать возможности пройти Суэцкий канал, временно перекрытый подорвавшимся на немецкой мине судном. В ночь с 5 на 6 октября 1941 года два немецких бомбардировщика Heinkel He 111, высланных с Крита для обнаружения английских транспортов, обнаружили стоящий на якоре «Тистлегорм». При полной луне, зайдя с кормы и не встретив зенитного огня, они атаковали его. Бомбы попали в четвёртый трюм, который был загружен боеприпасами. Корма была оторвана, палуба завалена обломками. В 1 ч 30 минут корабль затонул с креном около 45° на глубине около 30 м.

## Открытие Кусто
Впервые «Тистлегорм» был обнаружен в марте 1955 года командой Жака Ива Кусто, (GPS координаты 27°48′51″N 33°55′12″E) во время его экспедиции в Индийский океан на исследовательском судне Калипсо. Следуя подсказкам местных рыбаков, Кусто смог найти остов затонувшего корабля и поднял с него несколько предметов, в том числе мотоцикл, капитанский сейф и корабельный колокол. Данные исследования подробно описаны в знаменитой книге Жака Ива Кусто «В мире безмолвия», а сцены подводной съёмки затонувшего судна вошли в одноимённый документальный фильм.
В 1993 году ВВС сняли документальный фильм «Последний рейс „Тистлегорма“» и с этого времени затонувшее судно становится одним из самых популярных мест погружений для дайверов из Хургады, Эль-Гуны и Шарм-эш-Шейха.